# Selena (álbum)
Selena es el primer álbum de estudio de Selena. Fue lanzado el 17 de octubre de 1989 por EMI Latin El lanzamiento de este álbum marcaría ante una gran audiencia el camino que la artista tomaría como intérprete e icono popular. En este álbum, el hermano de Selena, bajista y compositor de la banda, A.B Quintanilla hace su debut como productor.
La música en este álbum incorpora una gama de géneros contemporáneos con una mezcla de cumbia y estilos regionales de la música mexicana. El álbum tuvo más éxito que sus anteriores con discográficas independientes. Se vendió más que otros álbumes de otros cantantes del mismo género en el momento de su lanzamiento y como resultado, aumentó la popularidad del grupo. Selena se convirtió en un icono después del lanzamiento del álbum. El primer sencillo «Contigo quiero estar» alcanzó la posición número 8 en la lista de Billboard Hot Latin Tracks.
Selena alcanzó el puesto número 7 en la lista de álbumes Billboard Regional Mexicans Albums.

## Antecedentes
Este álbum fue una gran prueba para Selena y la banda, también para su hermano A.B Quintanilla, en donde hizo su debut como productor para una compañía multinacional. Al momento de editarse el álbum, Selena ya era una estrella en el mercado tejano, siendo ganadora de numerosos reconocimientos como los Tejano Music Awards. Este álbum presentó a una mayor audiencia la dirección que Selena tomó como cantante y líder en su género.

## Composición
El álbum contiene por primera vez una canción de la autoría de la propia Selena titulada "My Love", con una marcada influencia del pop contemporáneo. Así mismo, la canción "Sukiyaki" (una versión del éxito de 1963 de Kyu Sakamoto) fue incluida en este disco en español junto a "Ámame, Quiéreme" (su primer dúo con Pete Astudillo) y la cumbia "Besitos", canciones todas que significan un giro en la forma en que Selena mezcla los ritmos y el sonido hacia lo que se convertiría en su marca personal. Selena trabajó con dos compositores mexicanos, Alejandro Montealegre y Reinaldo Ornelas en los tema "Contigo Quiero Estar" y "No Te Vayas", respectivamente.

## Lanzamiento
Selena fue lanzado el libertad el 16 de octubre de 1989 por EMI Latin. En su primera semana ingresó en la lista Billboard Regional Mexicano en la posición número 17 y alcanzó el puesto número siete el 24 de marzo de 1990 y permaneció en la lista durante tres semanas consecutivas. El 5 de mayo de 1990, el álbum volvió a la lista después de la liberación del álbum "Ven conmigo" en 1990 y desapareció una vez más. Reingresó en agosto de 1990 en dos ocasiones. El primer sencillo, "Contigo Quiero Estar" alcanzó el puesto número ocho en los EE. UU. en la lista Billboard Hot Latin Tracks.
El 27 de agosto de 2002, Selena fue relanzado como parte de la serie de EMI "20 Years of Music". Se incluyó el bonus track "La Bamba" y notas habladas por la familia, amigos y la banda.

## Crítica y legado
El álbum tuvo mejor desempeño que el de otras cantantes del mismo género. Lee Stacy escribió en su libro México y los Estados Unidos en 2002, que Selena "logró un éxito razonable". Según la revista Billboard: "las grabaciones de Selena no fueron un éxito hasta que firmó con EMI y lanzó su álbum debut". Manuel Peña escribió en su libro Música Tejana: La Economía Cultural de transformación artística, que a partir de 1989, la popularidad de Selena aumentó y ella se convirtió en un icono sexual después de la liberación de su álbum. De acuerdo con la revista Latin Style, las pistas "Sukiyaki", "Contigo Quiero Estar", y "Besitos", fueron las grabaciones  "fundamentales" que mostró el sonido mixto de Selena al cual le atribuyen como su marca. En cuanto a la canción líder, "Contigo Quiero Estar", Sally Jacobs de The Boston Globe, indica que Selena "cometió un error" al grabar la canción. Joey Guerra, del periódico "Houston  Chronicle" escribió lo siguiente: "«A.B. comienza a experimentar más como productor en esta colección resbaladiza, que combina muy bien el género tejano, el pop y baladas. Sukiyaki es una canción de amor con sabor asiático, Besitos es una cumbia infecciosa, y My Love explora a Selena en los territorios de las divas. Una joya por descubrir es el tema No Te Vayas, que con un poco de ajuste a la disposición tropical de la canción, sería un perfecto sencillo para el álbum»".

## Promoción

### Sencillos
- «Contigo quiero estar»

«Contigo quiero estar» fue lanzada como el primer sencillo del álbum el 27 de mayo de 1989. Líricamente, la canción explora los sentimientos del narrador de querer estar más cerca románticamente con su amante. Compuesta por el compositor mexicano Alejandro Montealegre, "Contigo Quiero Estar" es una canción de música tejana con influencias folk y rancheras. Los críticos dieron una recepción mixta a la canción, como Sally Jacobs, de The Boston Globe que indica que Selena "cometió un error" al grabar la canción. Deborah Vargas escribió en su libro que el sencillo "marcó el inicio de su trayectoria internacional". El tema alcanzó la posición número ocho en la lista estadounidense Billboard Hot Latin en 1989. Como Lado B del sencillo, se incluyó el tema Quiero Ser.
- «Mentiras»

«Mentiras» fue lanzado como el segundo sencillo y no tuvo el éxito esperado. Fue puesto en libertad el 3 de julio de 1989 y no apareció en listas musicales. Fue escrito por A.B. Quintanilla III y Pete Astudillo. 
- «Sukiyaki»

Versión en español del éxito de Kyu Sakamoto, «Sukiyaki» fue lanzado como el tercer y último sencillo del álbum. Al igual que el anterior, no obtuvo un éxito esperado aunque sí más elevado. Fue lanzada el 14 de septiembre de 1989. El tema es una traducción al lenguaje en español de la versión en inglés de Janice Marie Johnson y fue traducida por A.B. Quintanilla III y Pete Astudillo. En 1995, esta canción se incluyó en la edición especial para Japón del álbum póstumo "Dreaming of You" y fue lanzada como sencillo exclusivo para dicho país.

### Selena Tour
Después de su firma con EMI y el lanzamiento de su álbum debut, Selena comenzó con la promoción y una gira con más presupuesto y comenzando en San Antonio, Texas a finales de 1989 y terminando el año siguiente. Selena comenzó haciendo presentaciones en ciudades como Chicago y Oklahoma. Hizo una presentación importante en el programa de televisión "El Show de Johnny Canales" para promocionar el álbum e interpretó los temas "Sukiyaki", "Contigo Quiero Estar" y el dueto "Ámame, Quiéreme".

## Listado de canciones
| Selena |                         |                                                           |          |  |
| N.º    | Título                  | Escritor(es)                                              | Duración |  |
| 1.     | «Tú Eres»               | A.B. Quintanilla • Pete Astudillo                         | 2:53     |  |
| 2.     | «Sukiyaki»              | Rokusuke Ei • Hachidai Nakamura • Quintanilla • Astudillo | 2:59     |  |
| 3.     | «Contigo Quiero Estar»  | Alejandro Montealegre                                     | 4:05     |  |
| 4.     | «Besitos»               | Quintanilla III                                           | 2:23     |  |
| 5.     | «Ámame, Quiéreme»       | Quintanilla III                                           | 2:40     |  |
| 6.     | «Tengo Ganas De Llorar» | Quintanilla III • Ricky Vela                              | 3.20     |  |
| 7.     | «My Love»               | Selena Quintanilla                                        | 2:51     |  |
| 8.     | «Quiero Ser»            | Quintanilla III • Astudillo                               | 2:22     |  |
| 9.     | «Mentiras»              | Quintanilla III • Astudillo                               | 2:36     |  |
| 10.    | «No Te Vayas»           | R. Ornelas                                                | 2:28     |  |

- Limited Edition (2002)

| Selena: 20 Years of Music |                                                                                               |              |          |  |
| N.º                       | Título                                                                                        | Escritor(es) | Duración |  |
| 11.                       | «La Bamba»                                                                                    | Brian Moore  | 3:35     |  |
| 12.                       | «Spoken Liners Notes by the Band and Family» (Comentarios por miembros de la banda y familia) |              | 10:45    |  |

## Posicionamiento en listas
| Chart (1989)                              | Posición más alta |
| ----------------------------------------- | ----------------- |
| EE. UU. Billboard Regional Mexican Albums | 7                 |

## Certificaciones
| País           | Organismo Certificador | Certificación | Ventas certificadas | Ref.   |
| -------------- | ---------------------- | ------------- | ------------------- | ------ |
| Estados Unidos | RIAA (Latin)           | Oro           | 30 000              | [ 16 ] |

## Premios y nominaciones

### Tejano Music Awards (1990)
En la décima entrega de los Tejano Music Awards en 1990, Selena ganó por sexta ocasión consecutiva el premio a "Vocalista Femenina del Año" y "Artista Femenina del Año". "Amame, Quiéreme", un dueto con Astudillo, fue nominado a "Dúo Vocal del Año" en el mismo año.
| Año  | Nominado          | Categoría                                                 | Resultado |
| ---- | ----------------- | --------------------------------------------------------- | --------- |
| 1990 | Selena            | Female Vocalist of the Year (Vocalista Femenina del Año)  | Ganadora  |
| 1990 | Selena            | Female Entertainer of the Year (Artista Femenina del Año) | Ganadora  |
| 1990 | "Ámame, Quiéreme" | Vocal Duet of the Year (Dúo Vocal del Año)                | Nominado  |

## Créditos
- Primera voz - Selena Quintanilla
- Batería - Suzette Quintanilla
- Bajo y segunda voz - A.B Quintanilla
- Teclados - Ricky Vela • José C. Ojeda
- Tercera voz - Pete Astudillo
- Guitarra - Roger García

- Productor ejecutivo  - Abraham Quintanilla, Jr.
- Producción, arreglo y adaptación - A.B Quintanilla
- Grabación y mezcla - AMEN Studios (San Antonio, Tx.); Sunrise Studios (Houston, Tx.)
- Ingeniero -  Manny R. Guerra
- Fotografía - Ramón Hernández • Hernando Abilez